# Jan Chojcan
Jan Józef Chojcan – polski fizyk, dr hab. nauk fizycznych, profesor nadzwyczajny Instytutu Fizyki Doświadczalnej Wydziału Fizyki i Astronomii Uniwersytetu Wrocławskiego.

## Życiorys
Obronił pracę doktorską, 25 października 2004 habilitował się na podstawie pracy zatytułowanej Zastosowanie spektroskopii mössbauerowskiej do badania parametrów termodynamicznych podwójnych roztworów stałych na bazie żelaza. Otrzymał nominację profesorską. Objął funkcję profesora nadzwyczajnego w Instytucie Fizyki Doświadczalnej na Wydziale Fizyki i Astronomii Uniwersytetu Wrocławskiego.